# 20ドル紙幣 (ニュージーランド)
ニュージーランド20ドル紙幣（-しへい、英: New Zealand twenty-dollar note、$20）は、現在流通しているニュージーランド準備銀行券の一つで、20ニュージーランド・ドルの貨幣価値がある。1967年7月に旧ニュージーランド10ポンド紙幣に代わり登場した。
現在発行されている20ドル紙幣は、1999年から発行されているニュージーランド女王エリザベス2世の肖像である。なおエリザベス2世は2022年9月に崩御しており、国王にはチャールズ3世が即位したためいずれは肖像も切り替わる見込みであるが、在庫が枯渇する見通しとなるまでは現在のものが使い続けられる。